# إرنست شنابل
إرنست شنابل (بالألمانية: Ernst Schnabel)‏ (و. 1913 – 1986 م) هو كاتب عمومي، ومترجم، وكاتب سيناريو، وكاتب من ألمانيا . ولد في تسيتاو.
وهو عضو في German Academy for Language and Literature، وAcademy of Arts, Berlin .
توفي في برلين الغربية .

## روابط خارجية
- إرنست شنابل على موقع IMDb (الإنجليزية)
- إرنست شنابل على موقع مونزينجر (الألمانية)
- إرنست شنابل على موقع ميوزك برينز (الإنجليزية)
- إرنست شنابل على موقع قاعدة بيانات الأفلام السويدية (السويدية)
- إرنست شنابل على موقع ديسكوغز (الإنجليزية)
- إرنست شنابل على موقع قاعدة بيانات الفيلم (الإنجليزية)
- إرنست شنابل على موقع كينوبويسك (الروسية)